# Joe (editor de texto)
JOE ou Joe's Own Editor é um editor de texto para linha de comando (CLI) para sistemas Unix, disponível sob GPL.  Ele é projetado para ser fácil de usar.
JOE está disponível para a maioria das distribuições Linux, sistemas BSD open-source e Apple's OS X via gerenciadores de pacotes tais como Homebrew.

## Características

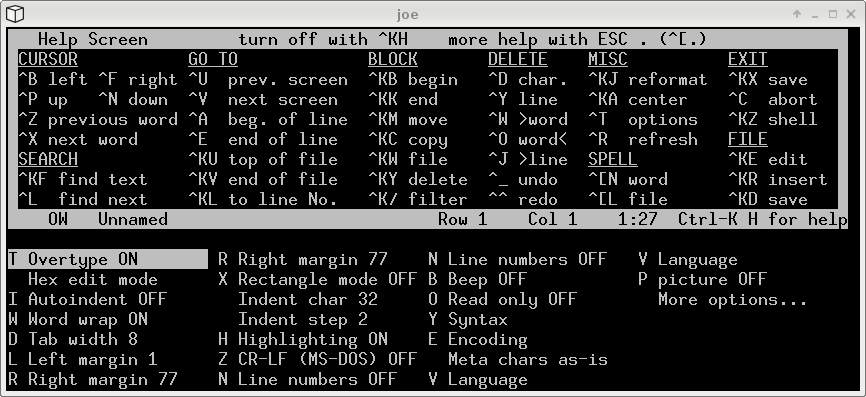
A parte superior da tela mostra a ajuda integrada, enquanto a parte inferior da tela mostra as opções do menu. (O espaço de edição está reduzido a uma única linha apenas para efeitos de ilustração.)

JOE inclui um sistema de ajuda integrada e um lembrete de como obter ajuda está sempre visível na tela. As combinações de teclas no JOE são similares aos do WordStar e Turbo C: muitas são combinações da tecla Control e outra tecla, ou combinações de Ctrl+K e outra tecla, ou combinações da tecla Escape e alguma outra tecla. Numeras definições também estão disponíveis através de Ctrl+T. O programa geralmente é  customizável através de um extenso arquivo de configuração; ele suporta coloração por sintaxe para um grande número de formatos de arquivos populares, uma característica também configurável.
JOE instala hard links e definições em arquivos de configuração que fazem JOE  emular as teclas de atalho do Emacs (quando invocado 'jmacs' a partir da linha de comando), Pico (quando invocado como jpico), ou WordStar (quando invocado como jstar). 
Enquanto a interface de usuário do editor é reminiscente dos editores do DOS (sistema operacional), ele também inclui típicas características de editores Unix tais como histórico de comandos interno, tab completion, busca com expressões regulares e habilidade de filtragem (pipe) arbitrária de blocos de texto através de qualquer comando externo.

## História
JOE esteve entre os editores-padrão nas antigas distribuições populares de Linux, o que deu-lhe certa proeminência e ajudou a produzir uma base de usuários. Ele continua sendo incluído como uma opção nas 'distros' Linux, as vezes em papel crítico tais como de editor "rescue mode" do sistema.
Depois da versão 2.8 ser lançada por Joseph Allen em 1995, o ciclo de desenvolvimento tem caído através dos anos. O desenvolvimento ganhou novo fôlego por um grupo de novos entusiastas em 2001, liderados por Marek Grac, que lançou a versão 2.9 e várias versões posteriores, introduzindo um build system padronizado e corrigindo vários bugs. Allen retornou ao projeto em 2004 e lançou a versão 3.0, que introduziu 'syntax highlighting' e suporte a UTF-8.